# 三田彰久
三田 彰久（みた しょうきゅう、1913年2月1日 - 1988年3月18日）は、日本の経営者。参天製薬社長を務めた。兵庫県出身。

## 経歴・人物
1934年に千葉医科大学薬学専門部を卒業し、1943年に参天製薬に入社し、監査役に就任。1945年に常務に就任し、1969年には社長に昇格。1983年には会長に就任。
1988年3月18日、脳梗塞のために死去。75歳没。
趣味はゴルフ、刀剣収集。